# 海神別荘
『海神別荘』（かいじんべっそう）は、泉鏡花による戯曲。1914年（大正3年）12月、雑誌『中央公論』に発表された。

## あらすじ
時は現代（ただし書かれたのは大正初期であり、この場合は大正時代である）。一人の美女が、人柱として海神の世継ぎである公子の妻となるべく使わされた。美しい別荘内で美女は故郷を思い、そして公子の制止を振り切り陸へと戻る。しかし陸ではすでに彼女は蛇となっており、家族や友人にも見分けられず泣きながら別荘へと帰る。泣き続け、公子を恨む美女に対し公子は怒りを覚え、斬らんとするが、最後は和解しめでたく結ばれる。

## 舞台化
1955年（昭和30年）、歌舞伎座にて新派によって初演された。その後、芥川比呂志、坂東玉三郎ら、鏡花を愛する演劇人の演出により再演が重ねられた。特に玉三郎自身、市川海老蔵（11代目）と度々共演するなど、鏡花作品の演出・主演に積極的に取り組み、この作品を『夜叉ヶ池』、『天守物語』と共に、「泉鏡花三部作」とみなし度々上演している。

## 作品書誌
- 『鏡花全集第26巻　戯曲』岩波書店 ISBN 978-4000911061
- 『鏡花小説・戯曲選 第11巻』岩波書店 ISBN 978-4000906012
- 『泉鏡花集成〈7〉』種村季弘編、ちくま文庫 ISBN 978-4480031778
- 『鏡花幻想譚〈5〉天守物語の巻』河出書房新社 ISBN 978-4309706955
- 泉鏡花『海神別荘－他二篇（山吹・多神教）』　岩波文庫 ISBN 978-4003127155